# Renault 6
Pour les articles homonymes, voir R6.
 (mars 2024).
Si vous disposez d'ouvrages ou d'articles de référence ou si vous connaissez des sites web de qualité traitant du thème abordé ici, merci de compléter l'article en donnant les références utiles à sa vérifiabilité et en les liant à la section « Notes et références ».
La Renault 6 est une automobile fabriquée par Renault dans l'île Seguin à Boulogne-Billancourt (Hauts-de-Seine) et présentée au Salon de l'automobile de Paris en octobre 1968.

## Historique

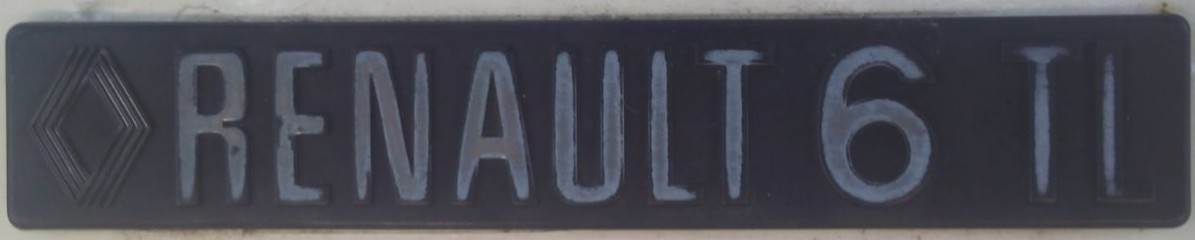
Plaque Renault 6

Cette petite berline à roues avant motrices offre une carrosserie assez spacieuse animée par un petit moteur. Elle possède un hayon, une banquette arrière repliable et démontable facilement et un levier de vitesses au tableau de bord.
Elle reprend tous les éléments mécaniques de la Renault 4 (suspension par barres de torsion et boîte de vitesses devant le moteur) et ajoute des raffinements comme le pare-brise plus large, mais ne conserve pas les évents qui permettaient sur la R4 d'obtenir une aération du véhicule par dépression.
Pour Renault, elle était prévue pour être une petite Renault 16, d'où sa ligne similaire à l'exception des bordures latérales du toit. Toutefois, sur le plan mécanique, la R6 est beaucoup plus proche de la R4 que de la R16. La R6 est une évolution de la R4 dont elle reprend l'essentiel en s'en distinguant par l'esthétique et l'habitabilité. Dans ce sens, la R6 est à la R4 ce que la Dyane ou l'Ami 6 sont à la Citroën 2 CV, ou ce que la R10 est à la R8.
À partir d'octobre 1970 (modèle 1971), la version originelle est supplantée par la nouvelle R6 TL. Grâce à son moteur 6 CV, l'auto est plus à l'aise sur la route avec une vitesse maximale qui passe de 120 km/h à 135 km/h.
En Espagne, la Fasa-Renault 6 possède dès le début un « moteur Cléon-Fonte » de 956 cm3.
Le sens de rotation du « moteur Billancourt » est anti-horaire (côté distribution), tandis que le « moteur Cléon-Fonte » tourne dans le sens horaire, pour obtenir le même sens de rotation aux roues, le différentiel de la boîte de vitesses est retourné sur les versions avec le « moteur Cléon-Fonte ».
La mécanique de la R6 est relativement fiable et économique. Son problème de conservation est lié à la corrosion qui compromet l'intégrité des différentes parties de la carrosserie : pointe des ailes avant, tour du pare-brise, passages de roues arrière...
La R6 a plus séduit la clientèle par son côté pratique que par son esthétique, elle n'a jamais suscité l'admiration ni la convoitise et commence à peine à se faire une place sur le marché des voitures de collection.
Si sa production s'arrête en France en 1980, elle continue sa carrière en Argentine et en Colombie jusqu'en 1984, en Espagne jusqu'en 1986. 
Au total, 1 743 314 Renault 6 ont été produites de 1968 à 1986.

## Chiffres de production R6 Argentine
| Année | 1970  | 1971 | 1972 | 1973 | 1974 | 1975 | 1976 | 1977 | 1978 | 1979 | total |
| ----- | ----- | ---- | ---- | ---- | ---- | ---- | ---- | ---- | ---- | ---- | ----- |
| R6    | 10471 | 9488 | 7734 | 8122 | 6197 | 5930 | 4519 | 3084 | 3324 | 5082 | 63951 |
| total | 10471 | 9488 | 7734 | 8122 | 6197 | 5930 | 4519 | 3084 | 3324 | 5082 | 63951 |

,

| Année | 1980 | 1981 | 1982 | 1983 | 1984 | total 1970-1984 |
| ----- | ---- | ---- | ---- | ---- | ---- | --------------- |
| R6    | 6833 | 4457 | 2480 | 2869 | 282  | 80872           |
| total | 6833 | 4457 | 2480 | 2869 | 282  | 80872           |

,

## Chiffres de production R6 Colombie
| Année   | 1971 (Juin) |  | 1984 | total 1971-1984 |
| ------- | ----------- |  | ---- | --------------- |
| R6      |             |  |      | ~ 40520         |
| R6 Taxi |             |  |      | ~ 2000          |
| total   |             |  |      | 42520           |

## Évolution
- Octobre 1968 (modèle 1969) : lancement de la R6 à « moteur Billancourt » de 845 cm3 d'origine Renault Dauphine.
- Modèle 1971 : levier de vitesses abaissé et réservoir d'essence agrandi. Lancement de la R6 TL équipée du « moteur Cléon-Fonte » (5 paliers) 1 108 cm3, de freins avant à disques avec jantes ajourées, d'une grille supplémentaire sous la calandre et d'un échappement à sortie arrière (elle est latérale sur la version 5 CV).
- Modèle 1972 : baguette chromée de hayon rehaussée, clignotants avant blancs jusqu'en 1978 et suppression des feux de position latéraux.
- Modèle 1973 : boîte de vitesses de la TL avec grille des vitesses européenne sur la 5 CV et lancement de la Rodéo 6.
- Modèle 1974 : restylage avec nouvelle calandre en plastique gris avec phares carrés et pare-chocs plus hauts intégrant les clignotants à l'avant. Baguettes latérales sur la version TL, nouveaux feux arrière et écusson arrière en plastique noir.
- Modèle 1976 : La R6 de base — 845 cm3 — devient la R6 L jusqu'en août 1977.
- Modèle 1977[6] : Calandre noire et éclairage de la plaque d'immatriculation arrière type R5.
- Juin 1979 : Suppression de la version à moteur 845 cm3.
- Mai 1980 : Suppression de la R6 pour le marché français, l'auto continue d'être fabriquée en Amérique du Sud et en Espagne, où existe une version GTL.
- Mars 1986 : sortie de la dernière R6 espagnole après 327 802 exemplaires produits.

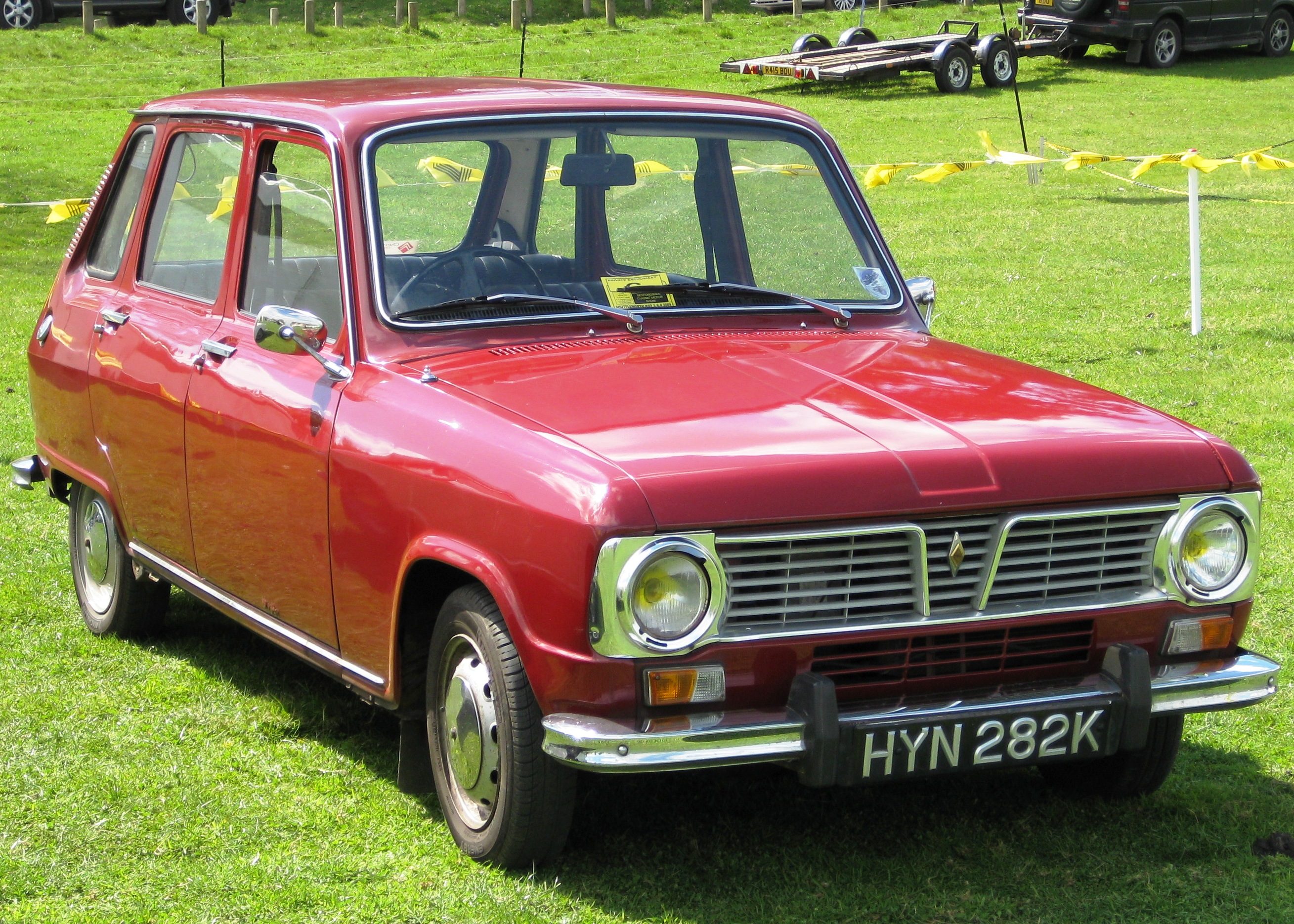
Renault 6 TL.
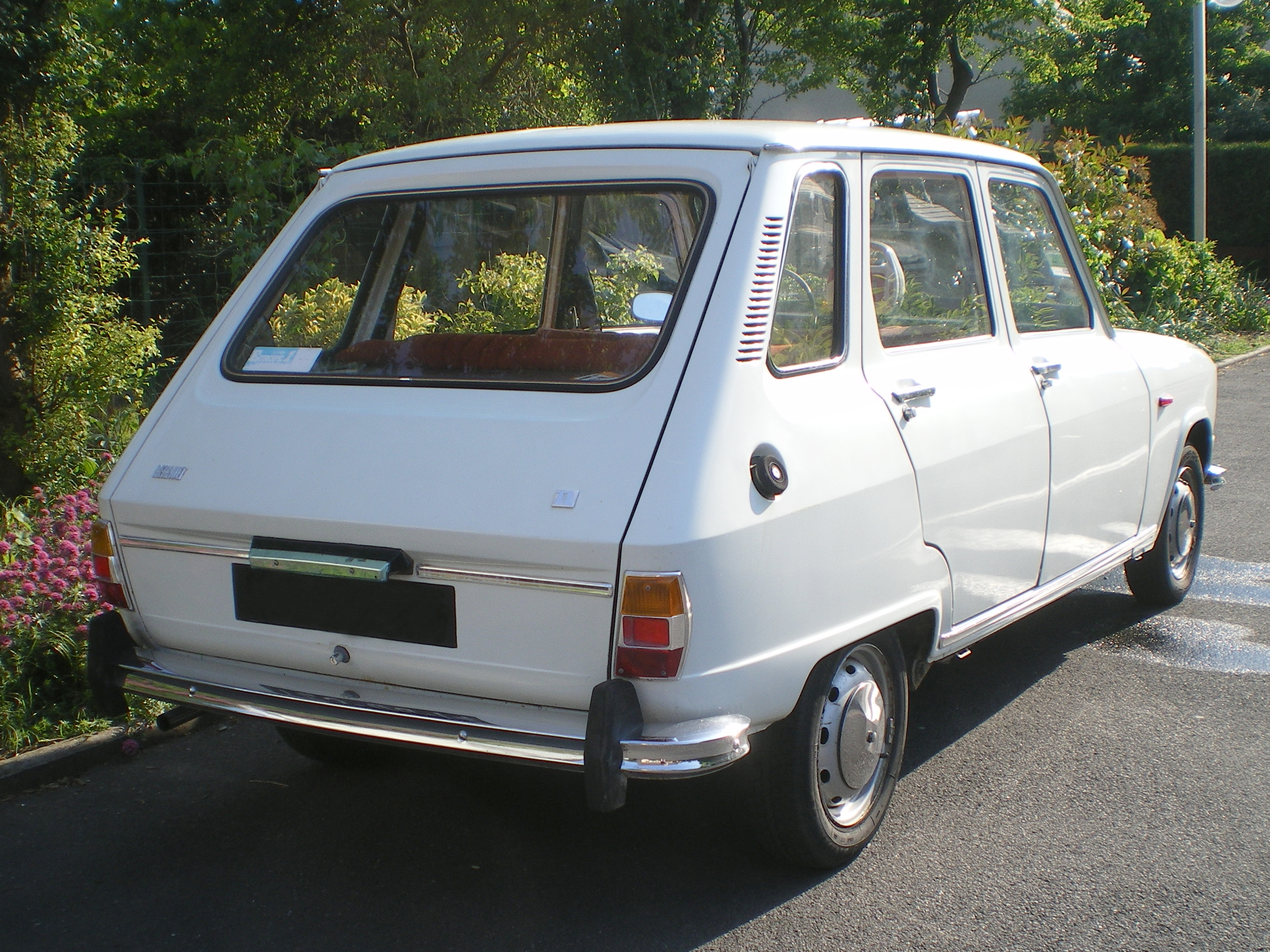
Renault 6 de trois quarts arrière.
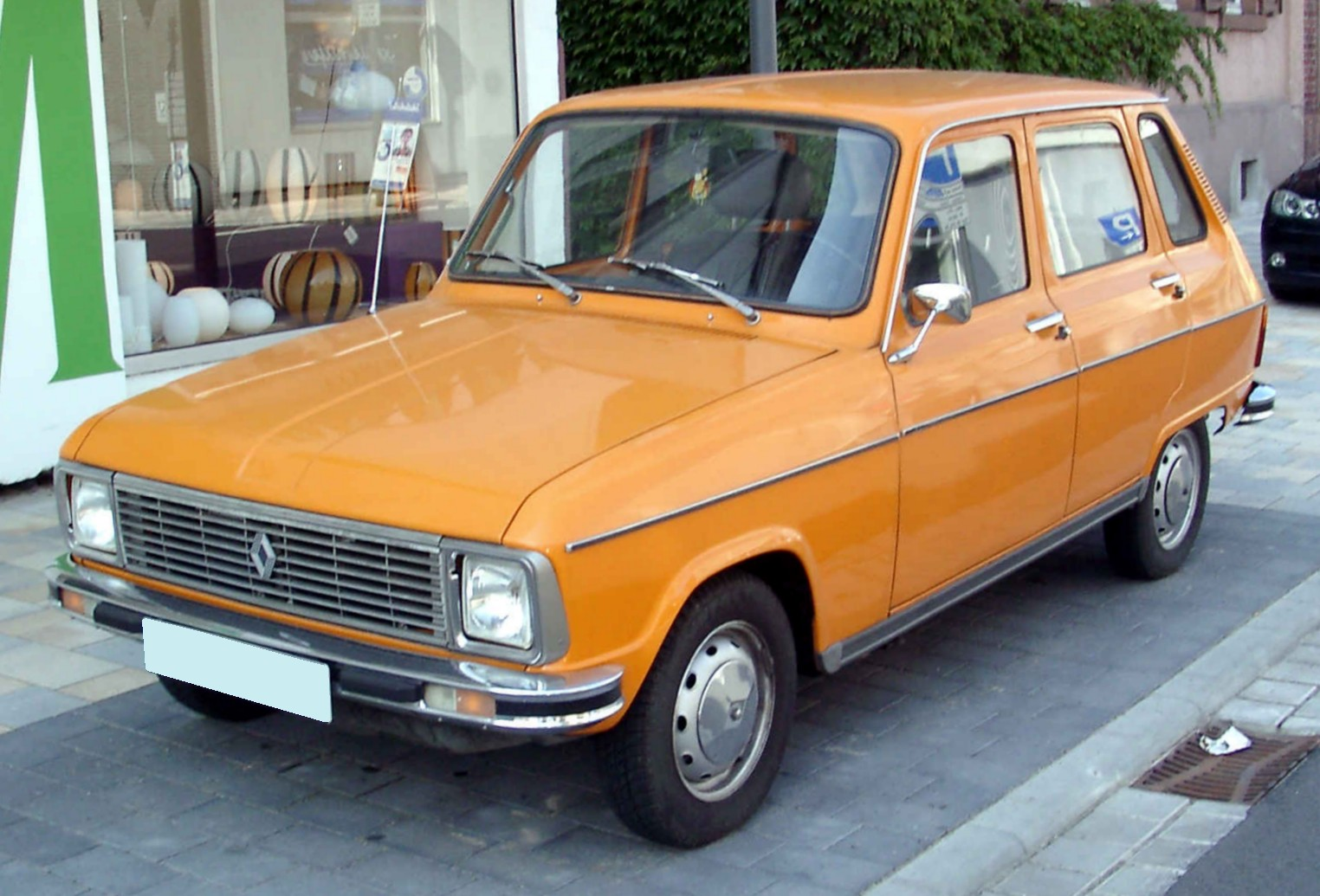
Renault 6 après 1973.
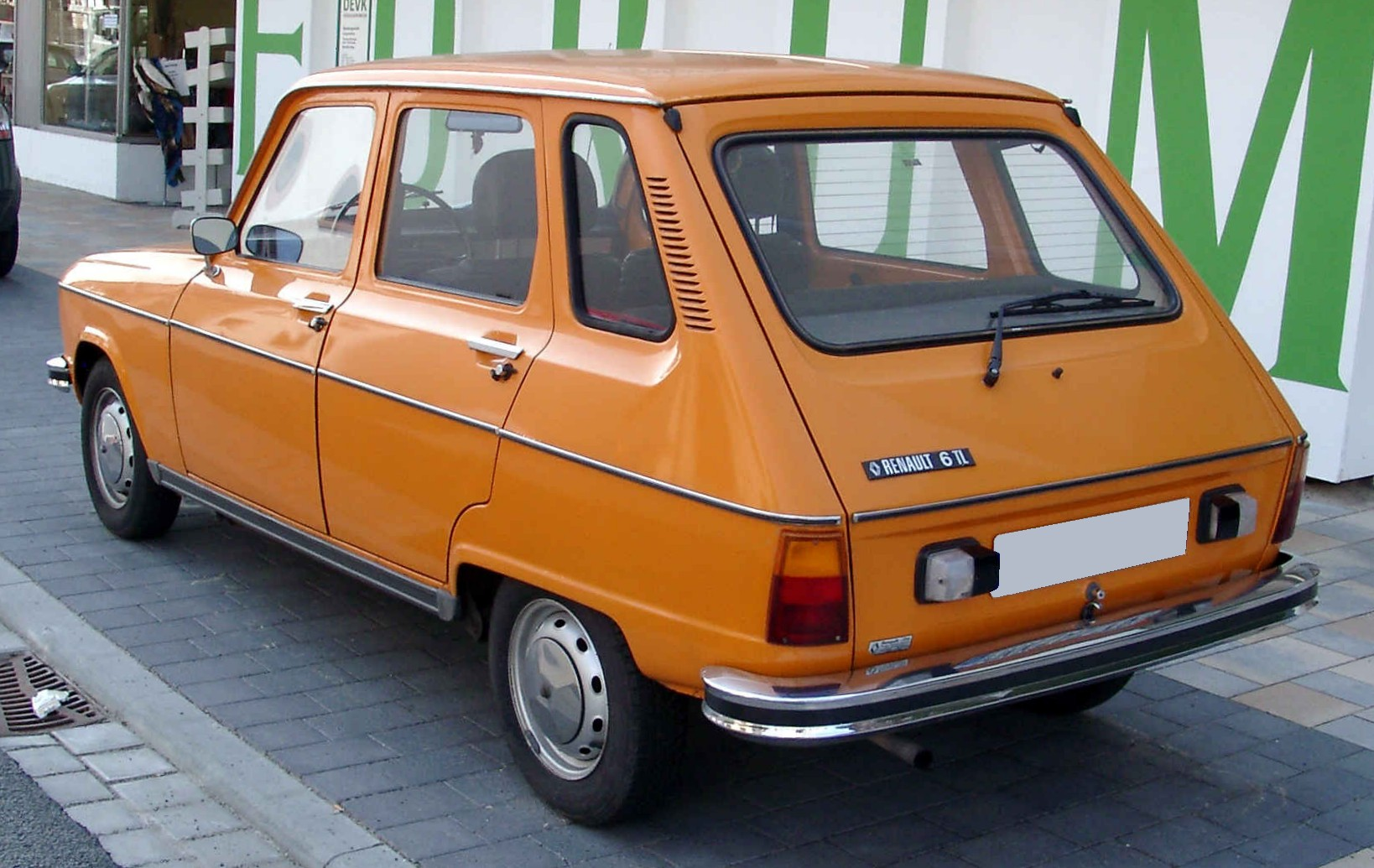
Renault 6 après 1973.

## Anecdote
- Louis de Funès roulait avec deux R6[7].